# Sue Hearnshaw
Susan Christina »Sue« Hearnshaw, angleška atletinja, * 26. maj 1961, Liversedge, Yorkshire, Anglija, Združeno kraljestvo.
Nastopila je na poletnih olimpijskih igrah v letih 1980 in 1984, ko je osvojila bronasto medaljo v skoku v daljino, leta 1980 pa deveto mesto. Na evropskih dvoranskih prvenstvih je osvojila naslov prvakinje leta 1984.